# Haris Mohammed
Haris Mohammed Hassan (3 de março de 1958) é um ex-futebolista profissional iraquiano, que atuava como meia.

## Carreira
Haris Mohammed fez parte do elenco da histórica Seleção Iraquiana de Futebol da Copa do Mundo de 1986 